# Elis Angnér
Knut Elis Angnér, född 2 oktober 1888 på Mörkö, Södermanlands län, död 22 april 1942 i Jakobs församling i Stockholm, var en svensk konstnär. 
Elis Angnér var son till Per August Andersson och Ulrika Sofia Andersson. Angnér studerade konst vid Berggrens målarskola samt för Isaac Grünewald och Nils Sjögren i Stockholm. Han bedrev därefter självstudier under resor till Frankrike. Han deltog i en instruktörskurs anordnad av Nationalmuseum och Riksförbundet för bildande konst 1931–1933. Separat ställde han ut på Gummesons konsthall ett par gånger och han medverkade i Statens konstråds inköpsutställningar och Stockholms stadsmuseums utställningar. Hans konst består nästan uteslutande av landskapsmålningar och några tavlor med gatumotiv från Paris och Stockholm. Angnér är representerad vid Moderna museet i Stockholm.